# Cheers! (KEYTALKの曲)
「Cheers!」（チアーズ）は、KEYTALKの楽曲で、メジャー14枚目（通算17枚目）のシングル。2018年7月18日にGetting Betterから発売された。

## 概要
前作「ロトカ・ヴォルテラ」から約半年ぶりのシングルで、CD+DVDの完全生産限定盤と、CDのみの通常盤の2形態で発売された。表題曲「Cheers!」は、C.C.レモンオリジナルソングとして書き下ろされており、YouTubeのサントリー公式チャンネルにて、松岡修造と共演しているスペシャルムービーが公開されていた。カップリングの「東京シネマ」は、KEYTALKが2018年度赤十字運動月間ショートムービー「ミラクルヒーローズ」をの映像を観て書き下ろした楽曲で、同ショートムービーのタイアップソングとして起用されていた。
完全生産限定盤に付属されるDVDには、メジャー4thアルバム『Rainbow』を引っ提げて行われたツアー「Rainbow road Tour 2018 〜おれ、熊本で2番目に速いから〜」より、4月18日に行われたマイナビBLITZ赤坂公演での映像が収録されている。また、対象店舗限定での期間限定予約特典としてオリジナルチケットホルダーがプレゼントされるキャンペーンも行われていた。
次作「BUBBLE-GUM MAGIC」からはVirgin Musicからのリリースとなり、今作がGetting Betterからリリースされた最後のシングルとなった。

## 収録曲
CD
1. Cheers!
  - 作詞・作曲：首藤義勝

KEYTALKメンバーのみが歌唱しているバージョンで収録されている。楽曲のプロデュースを蔦谷好位置が手掛けている[8]。
2. 東京シネマ
  - 作詞・作曲：寺中友将

「誰もがヒーローになれる可能性がある」をテーマに制作された[8]。

DVD（完全生産限定盤のみ付属）
1. 「Rainbow road Tour 2018 〜おれ、熊本で2番目に速いから〜」より、マイナビBLITZ赤坂公演での映像を収録。
2. ワルシャワの夜に
3. 暁のザナドゥ
4. ロトカ・ヴォルテラ
5. Love me
6. nayuta
7. ミッドナイトハイウェイ
8. 旅立ちのメロディ
9. FLOWER
10. Rainbow Road